# Chaitén (město)
Chaitén je město na jihu Chile v regionu Los Lagos. V minulosti bylo hlavním městem provincie Palena. Leží severně od ústí řeky Yelcho na východním pobřeží zálivu Corcovado, v severní části silnice Carretera Austral nedaleko sopky Chaitén. V roce 2008 došlo k její první erupci po více než osmi tisících let a město bylo evakuováno. Po několika dnech bylo celé zavaleno sopečným prachem. Později začala jeho rekonstrukce.